# Olindias sambaquiensis
Olindias sambaquiensis is een hydroïdpoliep uit de familie Olindiasidae. De poliep komt uit het geslacht Olindias. Olindias sambaquiensis werd in 1861 voor het eerst wetenschappelijk beschreven door Müller. 